# Perfect Day (1929 film)
O zi perfectă (în engleză Perfect Day este un film de comedie cu Stan și Bran, lansat în 1929. El are o durată de 19 de minute și era format din două role. Filmul a fost regizat de James Parrott, produs de Hal Roach și distribuit de Metro-Goldwyn-Mayer. 

## Rezumat
Unchiul Edgar are piciorul în ghips, și preferă să stea mai mult în casă, Doamna Hardy și Doamna Laurel pregătesc ceva pentru picnic și îl întreabă pe Unchiul Edgar dacă nu cumva dorește și el să se alăture celor patru membri ai familiei la picnic! el spune zice, că îl doare rău piciorul, și că nu a putut dormi toată noaptea! dar cele două insistă mult, așa că Unchiul Edgar decide să însoțească pe toți cei patru membri ai familiei, apar și Stan cu Bran, vin cu sandwich-uri pe tavă! numai că Stan îl supără pe Bran, ca de obicei și scapă sandwich-urile din tavă pe jos! cei doi se bat, dar Doamna Laurel intervine! băieți, băieți stați liniștiți! nu vă mai bateți! nu uitați este ziua păcii, totuși! așa că cei doi, propun să facă pace! astfel, cei doi strâng din sandwich-uri! și se pregătesc, să iasă din casă, ca mai apoi să se urce în mașină! numai că, lucrurile nu sunt chiar în regulă! Stan și Bran, când să deschidă ușa pentru unchiul Edgar, îl lovesc chiar la piciorul în ghips, al acestuia! și asta se întâmplă de trei ori cel puțin! când coboară sau urcă, membrii familiei! dar astea nu sunt chiar toate problemele! Stan și Bran, schimbă o roată, adică pun un alt cauciuc! geamul le este spart, în timpul unei dispute! motorul le i-a foc, aici Stan stinge focul, dar îl udă și pe Bran! care se șterge la față! cei doi se bat, Bran ajunge la un moment dat pe stradă și riscă să fie călcat de mașină! apoi cei doi, își strâng gâtul unul la altul! Stan îl supără pe Bran, că scoate ambreiajul! în fine după ce, rezolvă problema motorului, toți cei din mașină spun zic la revedere! acest cuvânt la revedere, se repetă chiar de câteva ori! în fine, merg mai departe pe autostradă, dar ajung la o baltă, care practic scufundă mașina cu toți membrii familiei!.

## Distribuție
- Stan Laurel - el-însuși (Stan)
- Oliver Hardy - el-însuși (Bran)
- Edgar Kennedy - Unchiul Edgar
- Kay Deslys - Doamna Hardy
- Isabelle Keith - Doamna Laurel
- Baldwin Cooke - vecin de cartier
- Lyle Tayo - soția vecinului de cartier
- Harry Bernard - vecin care trece strada
- Clara Guiol - soția vecinului care trece strada
- Charley Rogers - ministru